# Coffeeville, Mississippi
Coffeeville är en kommun (town) och en av två administrativa huvudorter i Yalobusha County i Mississippi. Den andra huvudorten är Water Valley. Vid 2010 års folkräkning hade Coffeeville 905 invånare.